# Hymiskviða
 (décembre 2016).
Si vous disposez d'ouvrages ou d'articles de référence ou si vous connaissez des sites web de qualité traitant du thème abordé ici, merci de compléter l'article en donnant les références utiles à sa vérifiabilité et en les liant à la section « Notes et références ».

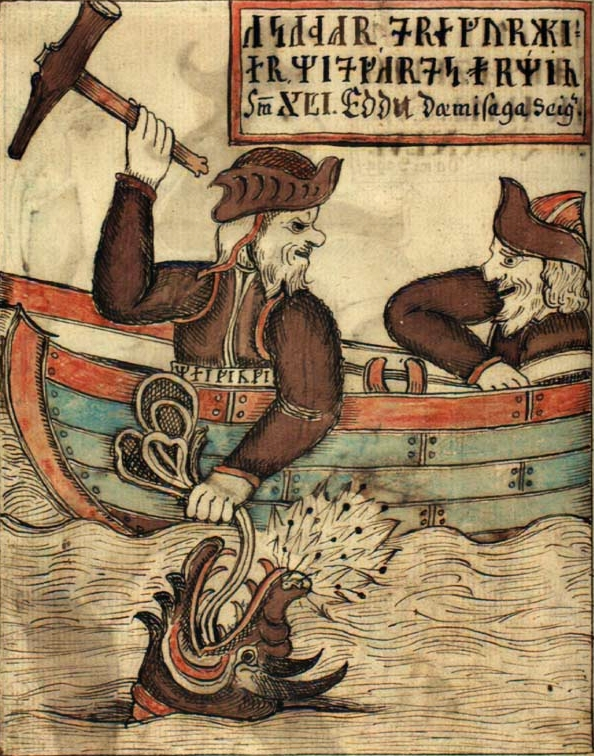
Thor pêchant Jörmungand.

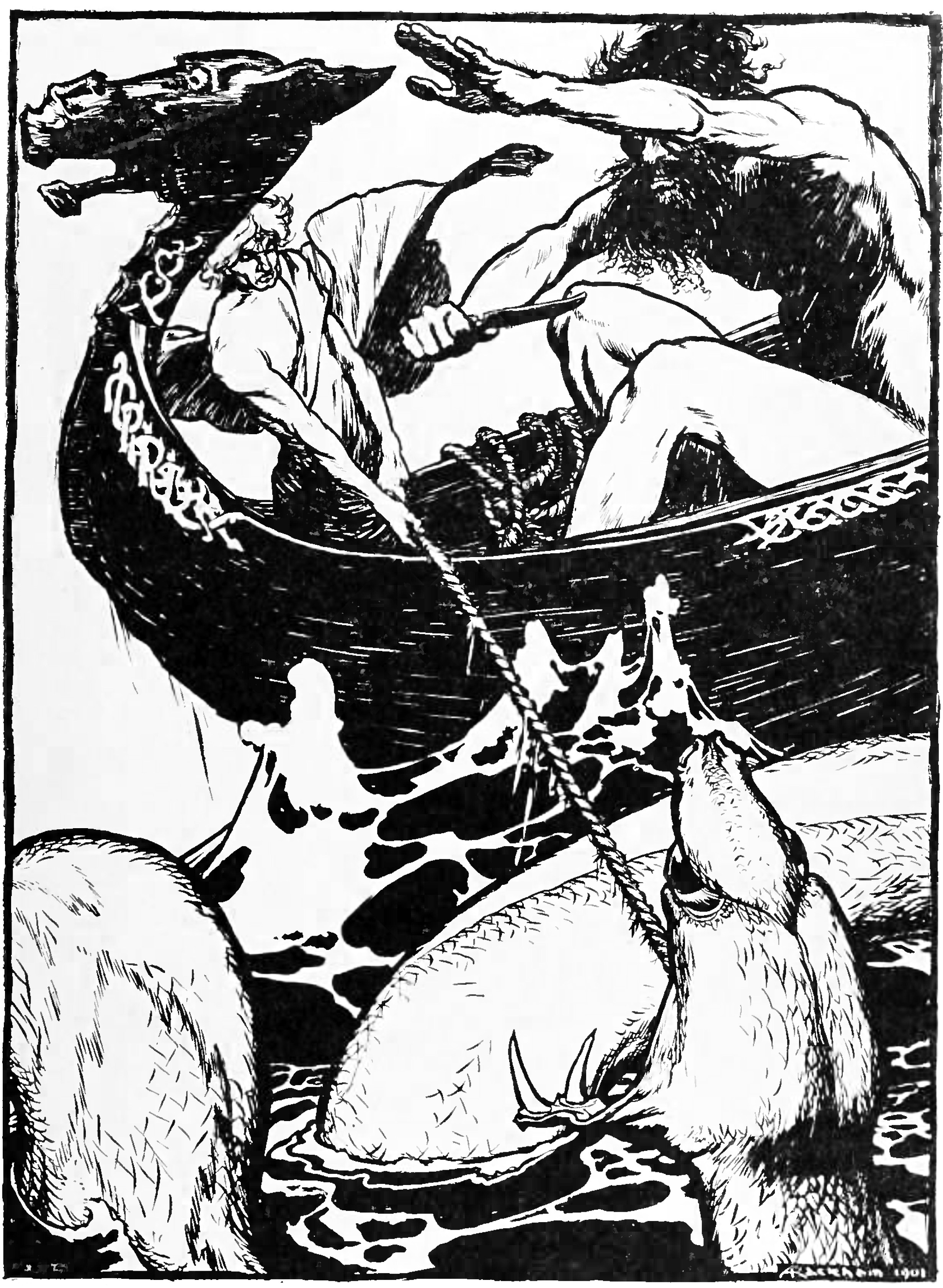
Dans cette version de l'histoire, le jötunn Hymir coupe la ligne de Thor qui tente de pêcher le serpent de Midgard Jörmungand (illustré par Arthur Rackham)

La Hymiskvida ou Hymiskviða (« Chant de Hymir » en vieux norrois) est l'un des poèmes de l’Edda poétique. 
Composé de 39 strophes en fornyrdislag, il rapporte l'expédition des dieux Thor et Týr chez le géant Hymir. 
Il a été conservé dans deux manuscrits : le Codex Regius et l'AM 748 I 4to.

## Résumé
Les Ases réclament un festin au géant Ægir (1-2). Ægir, contrarié, demande à Thor de lui fournir une cuve dans laquelle il pourra brasser de la bière pour tous (3). Un tel récipient reste introuvable jusqu'à ce que Týr indique à Thor qu'il pourra trouver un chaudron de la taille requise chez son père Hymir (4-5), à condition d'employer la ruse (6). 
Thor et Týr se mettent en route. Après avoir laissé les boucs de Thor chez Egil (7), ils arrivent chez Hymir où ils sont accueillis par la grand-mère et la mère de Týr (8). Cette dernière leur conseille de se dissimuler derrière des chaudrons, par crainte de la colère de son mari (9). Lorsque Hymir rentre (10), elle lui annonce l'arrivée de Thor et de Týr (11-12). Le regard du géant suffit à briser le pilier derrière lequel ils sont dissimulés et à faire tomber les chaudrons (13). 
C'est avec beaucoup de déplaisir que Hymir reçoit Thor (14). Trois bœufs sont cuits pour le dîner (15). Thor en mange deux à lui seul (16). Hymir et Thor conviennent d'aller pêcher le lendemain (17). Après que Thor a tué un bœuf pour se servir de sa tête comme d'un appât (18-19), ils prennent la mer. Thor demande à aller plus au large, mais Hymir refuse (20). Le géant attrape deux baleines (21), tandis que le serpent de Midgard mord à la ligne de Thor (22). Le dieu le tire à bord du bateau et le frappe à la tête avec Mjöllnir (23). Le serpent coule (24). Mécontent, Hymir prend le chemin du retour (25). 
Hymir doute que Thor puisse tirer le bateau sur le rivage (26), mais le dieu parvient à le ramener jusqu'à la terre ferme (27). Mettant toujours en doute la force de Thor, il le met au défi de briser une coupe (28). Thor la jette sur un pilier en pierre qui se brise, mais la coupe reste intacte (29). La femme de Hymir lui conseille alors de la jeter sur le crâne du géant (30). Cette fois, la coupe se casse (31).
Hymir offre alors la cuve que les deux dieux étaient venus chercher (32), mais Týr est incapable de la déplacer (33). Thor parvient en revanche à la soulever (34). Mais ils sont bientôt poursuivis par Hymir et une troupe de géants (35). Thor les abat tous (36). L'un de ses boucs se met bientôt à boiter, par la faute de Loki (37). Thor reçoit du géant deux enfants en compensation (38). 
Le chaudron est enfin rapporté. Il permettra aux dieux de boire la bière chez Ægir chaque automne (39).